# ウィーン条約 (1738年)
ウィーン条約（ウィーンじょうやく、独: Frieden von Wien, 波: Pokój wiedeński, 仏: Traité de Vienne, 伊: Trattato di Vienna, 英: Treaty of Vienna）は、1738年11月18日に締結された、ポーランド継承戦争の講和条約。ラテン語で書かれた国際条約としては1739年のベオグラード条約とともに最後のものとなった。

## 概要
条約により、スタニスワフ・レシチニスキはポーランド王位を放棄し、ザクセン選帝侯アウグスト3世を承認した。補償として、死後フランス王国に割譲されることを条件に、スタニスワフはロレーヌ公国とバル公国を受け取った。スタニスワフは1766年に死去した。当時のロレーヌ公フランツ・シュテファンは補償として、メディチ家最後の男子ジャン・ガストーネが1737年に死去した後空位となっていたトスカーナ大公国を受け取った。またフランスは1713年の国事詔書を承認し、ハプスブルク家はナポリ王国とシチリア王国をスペイン王フェリペ5世の息子のパルマ・ピアチェンツァ公カルロに割譲した。その代わり、カルロはパルマ公国をハプスブルクに割譲、トスカーナ公国への請求も放棄した。